# Islamnagar
Islamnagar é uma cidade e uma nagar panchayat no distrito de Budaun, no estado indiano de Uttar Pradesh.

## Geografia
Islamnagar está localizada a 28° 20′ N, 78° 43′ L. Tem uma altitude média de 189 metros (620 pés).

## Demografia
Segundo o censo de 2001, Islamnagar tinha uma população de 26,055 habitantes. Os indivíduos do sexo masculino constituem 52% da população e os do sexo feminino 48%. Islamnagar tem uma taxa de literacia de 40%, inferior à média nacional de 59.5%: a literacia no sexo masculino é de 47% e no sexo feminino é de 32%. Em Islamnagar, 20% da população está abaixo dos 6 anos de idade.